# Fingerhuthia
Fingerhuthia és un gènere de plantes de la subfamília de les cloridòidies, família de les poàcies, ordre de les poals, subclasse de les commelínides, classe de les liliòpsides, divisió dels magnoliofitins.

## Taxonomia
- Fingerhuthia afghanica Boiss.
- Fingerhuthia africana Nees ex Lehm.
- Fingerhuthia sesleriiformis Nees